# الیگوساکارید

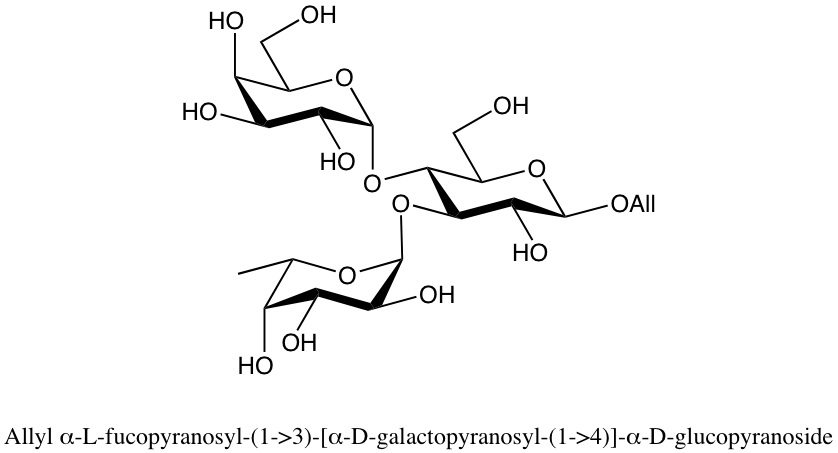
الیگوساکارید شاخه‌ای

الیگوساکارید (انگلیسی: Oligosaccharide) به زنجیره‌های ساکاریدی می‌گویند که تعداد مولکول قند کمی داشته باشند، الیگو (یونانی) تعداد کمی، (بین سه تا ده مولکول). این ترکیبات در بدن انسان و جانداران مختلف و دیواره سلولها به فراوانی یافت می‌شود. (البته اغلب در پیوند با سایر ترکیبات هستند).
اختلال در متابولیسم این مولکول‌ها موجب الیگوساکاریدوز می‌شود.

مهم‌ترین الیگوساکاریدها، دی‌ساکاریدها یا قندهای دوتایی هستند که از ترکیب دو مولکول مونوساکارید تشکیل می‌شوند. مونوساکاریدها و دی‌ساکاریدها به‌طور کلی به عنوان قندهای ساده شناخته می‌شوند.